# Proměnka trojbarvá

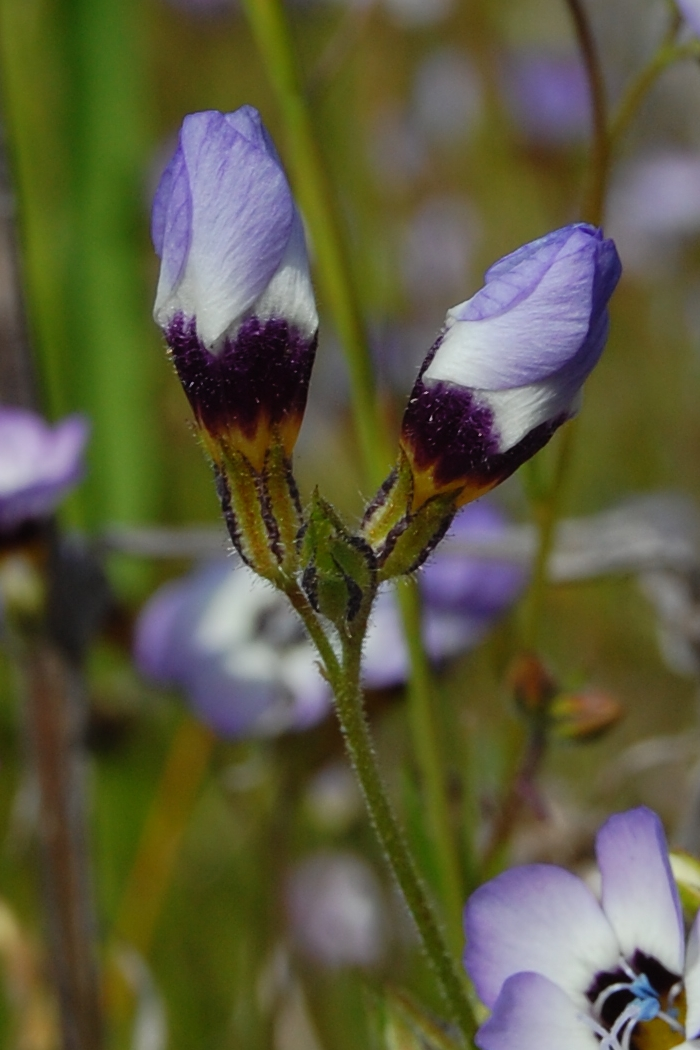
Nakvétající rostlina

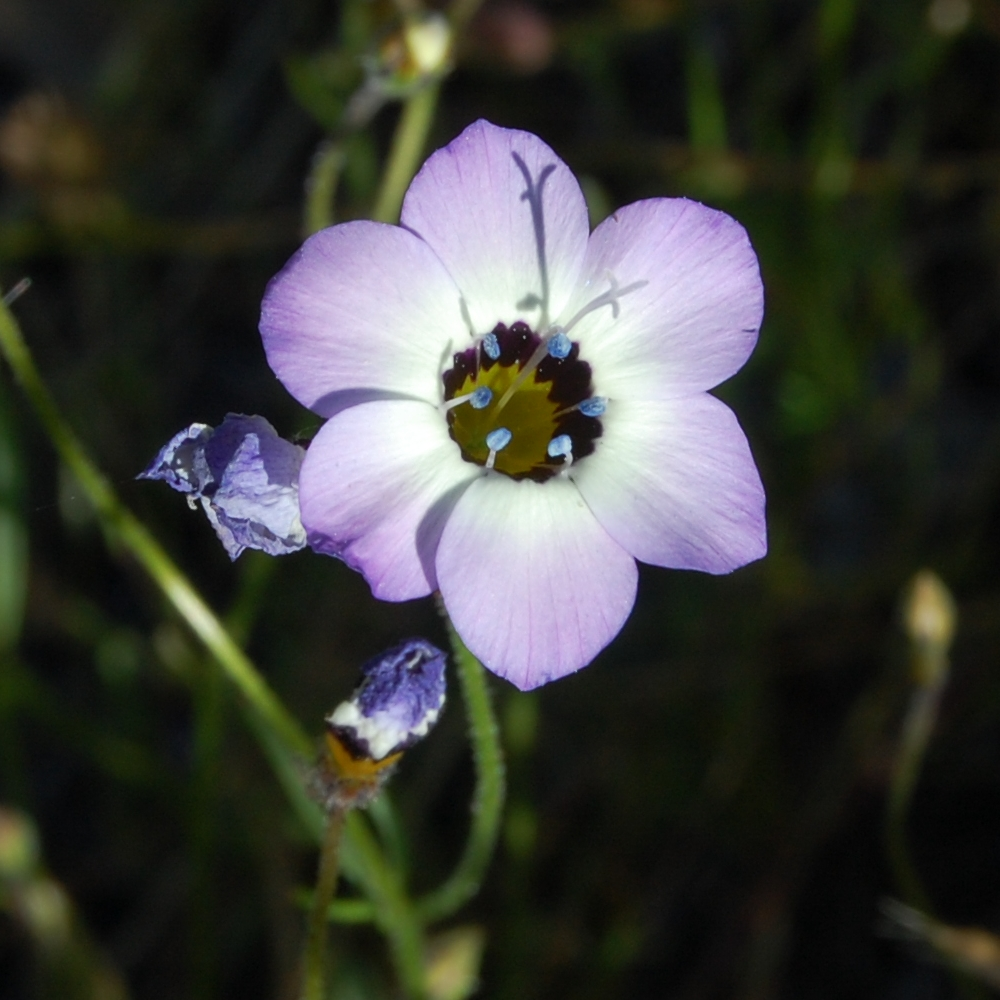
Květ

Proměnka trojbarvá (Gilia tricolor) je jednoletá rostlina pěstována v okrasných zahradách. Pochází ze západního pobřeží Spojených států (z Kalifornie) a v České republice je považována na neofyt, který se jen ojediněle šíří ze zahrad do volné přírody.

## Ekologie
Bylina je terofyt žádající teplé a dobře osvětlené stanoviště, kde je kyprá a spíše sušší půda. V zemině dlouhodobě mokré a kyselé často zahnívá. Ve své americké domovině se vyskytuje na travnatých stanovištích od nížin přes podhorská údolí až na horské svahy do nadmořské výšky 1200 m n. m. Kvete na přelomu jara a léta, v květnu až červenci. Ploidie proměnky trojbarvé je 2n = 18.

## Popis
Jednoletá nebo dvouletá rostlina vysoká 20 až 50 cm. Lodyhu má přímou, v horní části latnatě větvenou, v dolní lysou nebo chlupatou. Přízemní listy rostou ve volné růžici, lodyžní listy vyrůstají střídavě a nemají palisty. Poněkud masité čepele bývají jednou či dvakrát peřenosečně zpeřené a jejich čárkovité úkrojky jsou vlnité.
Květy, vyrůstající na konci lodyh a větví, vytvářejí málopočetná, terminální květenství klubka. Zvonkovitý, srostlolupený kalich, 3 až 7 mm velký, je složen z pěti zelených, kopinatých, na konci špičatých a chlupy porostlých cípů. Pětičetná, nálevkovitá koruna, dvakrát až třikrát delší než kalich, má krátkou, uvnitř žlutavě zbarvenou trubku s temnohnědým skvrnitým jícnem a lilákové až nafialovělé lalokovité lístky s modrofialovou špičkou. V květu je pět tyčinek s prašníky, jejich nitky jsou srostlé s korunní trubkou. Svrchní, třídílný semeník, vzniklý srůstem třech plodolistů, nese čnělku s tříramennou bliznou čnící z koruny. Květy jsou opylovány hmyzem, pro omezení samoopylení jsou květy protandrické, pyl dozrává dřív, než vajíčka v semeníku.
Plod je trojpouzdrá, 3 až 6 mm velká tobolka otvírající se třemi chlopněmi. Obsahuje četná drobná semena, která slouží k rozmnožování. Asi za deset týdnu po výsevu semenáč začíná kvést.

## Využití
Proměnka trojbarvá se pěstuje v zahradách jako nenáročná, okrasná květina. Zralá semena se od mateřské rostliny nešíří daleko a květiny se obvykle na stanovišti každoročně samovolně obnovují. Na nové záhony se doporučuje vysévat je v časném jaru do sponu 30 × 25 cm.